# Arctia brunhilda
Arctia brunhilda là một loài bướm đêm thuộc phân họ Arctiinae, họ Erebidae.